# Пал Телеки
Пал Телеки (мађ. Teleki Pál; Будимпешта, 1. новембра 1879 — Будимпешта, 3. април 1941) је био председник мађарске владе за време међуратног периода, који је дискредитовао кампању антисрпске пропаганде као лажног повода за инвазију на Југославију. Одиграо је значајну улогу у обликовању пронемачке политике Мађарске. Извршио је самоубиство у знак протеста због активне подршке његове земље инвазији нацистичке Немачке на Југославију.
Био је такође и познати стручњак за географију, универзитетски професор, члан Мађарске академије наука и шеф Мађарског савеза извиђача. Потомак је једне племићке породице из Алшотелека у Трансилванији.

## Академска каријера
Отац Пала Телекија је био Геза Телеки (1844–1913), мађарски политичар и министар унутрашњих послова, а мајка му је била Ирен Мурати (Муратис) (1852–1941), ћерка богатог грчког трговца. Пал је рођен у Будимпешти где је похађао основну лутеранску школу од 1885 до 1889. Гимназију завршио у Пешти 1889–1897. 1897. је уписао Универзитет у Будимпешти где је студирао права и политичке науке. Телеки је затим студирао Краљевску мађарску академију економије у Мађарорвару (мађ. Magyaróvári Magyar Királyi Gazdasági Akadémia), и докторирао је 1903. Постао је универзитетски професор и експерт за географију и социоекономска питања у Мађарској пред Први светски рат, као и високопоштовани едукатор. Борио се у Првом светском рату као добровољац.
Током 1918–19, је саставио и објавио прву мапу етнографског састава Мађарске. Ова мапа, позната као „Црвена мапа“, заснована је на густини становништва према попису из 1910, и направљена је за преговоре који су довели до Тријанонског споразума. Његове мапе су представљале одличан спој друштвених и географских података, чак и по модерним стандардима. Од 1911. до 1913, био је директор научног издаваштва Географског института, а од 1910. до 1923, био је генерални секретар Географског друштва. Био је делегат на Версајској мировној конференцији 1919.

## Политичка каријера

### Покушај очувања мађарске самосталности
Неки виде Телекија као моралног хероја који је покушао да избегне учешће Мађарске у Другом светском рату. Послао је Тибора Еркхарда, високорангираног представника Странке ситних земљопоседника у Сједињене Државе са 5 милиона америчких долара за мађарског министра у Сједињеним Државама, Јаноша Пелењија, да припреми мађарску владу у егзилу, за случај када регент Хорти буде морао да напусти државу. Према поборницима овог става, Телеки је покушао да спаси шта се спасити може под политичким и војним притиском од стране Нацистичке Немачке, и да налик Пољској влади у егзилу на неки начин очува независну мађарску владу током ратних година.

### Мађарска као „нератоборна“ држава
Телеки је поново постао члан владе 1938. као министар образовања. Подржао је немачко преузимање Чехословачке у нади да ће распарчавање Мађарске након Тријанонског споразума 1920. бити поништено. 16. фебруара 1939, мађарски премијер Бела Имреди, који је био познат као профашистички антисемитски вођа, је истеран са положаја након што је откривено да је јеврејског порекла. Телеки је постао премијер по други пут 15. фебруара 1939. Иако је тежио да укине неколико фашистичких политичких партија, није учинио ништа да укине антисемитске законе.
Дана 24. августа 1939, Нацистичка Немачка и Совјетски Савез су потписали Споразум Рибентроп-Молотов који је између осталог одређивао да Совјетски Савез има дуготрајни „интерес“ у Бесарабији у Румунији. Недељу дана касније, 1. септембра 1939, Немачка је напала пољску. Немачка је захтевала да користи мађарски железнички систем, како би немачке снаге могле да нападну Пољску са југа. Мађарска и Пољска су традиционално имале јаке везе, и Телеки је одбио немачки захтев. Регент Хорти је рекао немачком амбасадору да би „пре дигао у ваздух пругу него учествовао у нападу на Пољску“. Мађарска се прогласила „нератоборном“ нацијом и одбила је да дозволи немачким трупама да пролазе кроз Мађарску. Као резултат Телекијевог одбијања да сарађује са Немачком, током јесени 1939. и лета 1940, више од 100.000 пољских војника и стотине хиљада цивила, од којих су многи били Јевреји, су побегли из пољске преко границе у Мађарску. Мађарска влада је тада дозволила Пољском црвеном крсту и Пољској католичкој цркви да отворено делују у Мађарској. Пољски војници су званично били интернирани, али већина њих је успела да побегне у Француску до пролећа 1940, захваљујући попустљивости и пријатељском ставу мађарских званичника.
Међутим, како је Немачка заузела Аустрију, Чехословачку и Пољску, тампон зона између Мађарске и ратоборне Немачке и Совјетског Савеза је нестала. Немачка је изнела захтеве да је Мађарска економски подржи у рату, а заузврат би јој било плаћено у испорукама наоружања, али услед развоја ситуације на Балкану, те испоруке су преусмерене румунској војсци.
У свом дневнику, италијански министар спољних послова и Мусолинијев зет, Галеацо Ћано је написао да је Телеки током посете Риму у марту 1940 „избегавао да се отворено изјасни на било коју страну, али није крио своје симпатије према западним силама и бојао се немачке победе као куге“ Ћано је навео да је Телеки касније рекао да се надао „поразу Немачке, не потпуном поразу који би могао да изазове насилне потресе — већ поразу који би задуго отупео њене зубе и канџе“.

### Немачки захтев за помоћ од Мађарске
Године 1940, Немачка је искористила неизбежно руско заузимање Бесарабије као изговор да се припреми за заузимање кључних румунских нафтних поља. Немачки генералштаб је од мађарског генералштаба тражио да допусти пролаз немачким трупама кроз Мађарску, и да Мађарска учествује у заузимању. Немачка је нудила Трансилванију као награду Мађарској. Мађарска влада је пружала отпор овој идеји, желећи да задржи неутралност. Мађари су се надали помоћи од Италијана. Послали су специјалног изасланика у Рим са поруком да се „за Мађаре јавља проблем било да пусте Немце да прођу, било да им се супротставе силом. У оба случаја, слобода Мађарске ће нестати“. Мусолини је одговорио, „Како је то могуће, кад сам ја Хитлеров савезник и намеравам да остане тако?“ Међутим, Телеки је дозволио немачким трупама да кроз мађарску територију пређу у јужну Румунију. У новембру, његова влада је потписала Тројни пакт, што је потез који га је прогонио само неколико месеци касније.
У марту 1941, Телеки се оштро противио мађарском учешћу у инвазији на Југославију. Како се Мађарска опирала да помогне Немачкој, Немачка није имала поверења у Мађарску. Мађарска није била обавештена о Хитлеровим строго поверљивим припремама за инвазију на Русију, и Мађарска испрва није учествовала у инвазији. „Мађарска, у припремном периоду за Барбаросу, не треба да се рачуна као савезник изван тренутних оквира…“ Штавише, немачке трупе нису прелазиле преко мађарских територија, а Луфтвафе није користио мађарске аеродроме, у складу са новим директивама врховне команде од 22. марта 1941. Телеки је веровао да само Дунавски савез може да помогне централно и источноевропским државама — Аустрији, Чехословачкој, Југославији, Румунији и Бугарској — да избегну немачку доминацију.
У књизи Transylvania The Land Beyond the Forest, Луис Корниш је описао како је Телеки, који је током 1941. био под сталним надзором немачког Гестапоа, послао тајну депешу својим контактима у Америци.
Јасно је предвидео потпуни пораз Нацистичке Немачке, и хаос у Европи који ће бити последица рата. Веровао је да никаква будућност није замислива ни за једну од малих нација источне и централне Европе ако наставе са својим изолованим националним животима. Тражио је од својих пријатеља у Америци да им помогну у успостављању федералног система, да се федерализују. Само ово би могло да им осигура два велика услова за национални живот: прво, политичку и војну сигурност, и друго, економски напредак. Мађарска је, истакао је, била спремна да се придружи таквој сарадњи, под условом да је она чврсто утемељена на потпуној једнакости свих држава чланица.
Новинарка Дороти Томпсон је 1941. потврдила наводе других. „Узела сам из канцеларије грофа Телекија монографију коју је написао о структури европских држава. Као истакнути географ, развијао је план за регионалну федерацију, базиран на географским и економским реалностима.“ Телеки није добио одговор у вези са својим идејама, и морао је да доноси своје одлуке самостално.

### Избор између Осовине и Савезника
Догађаји који су на крају довели до Телекијевог самоубиства су почели 25. марта 1941, када су југословенски премијер Драгиша Цветковић, и министар спољних послова Александар Цинцар Марковић отпутовали у Беч и потписали Тројни пакт. Касно увече 26/27. марта 1941, ваздухопловни генерали Душан Симовић и Боривоје Мирковић су спровели пуч, одбацили потписивање Тројног пакта и прихватили британске гаранције о безбедности. За Немачку је ово значило да је њено јужно крило потенцијално изложено током припрема за инвазију на Совјетски Савез (операција Барбароса). Немачка је планирала инвазију на Југославију (директива бр. 25) како би је приморала да остане део сила Осовине. Хитлер је искористио Мађарско чланство у Тројном пакту да захтева да се Мађарска придружи нападу. Мађарски амбасадор у Немачкој, Димитрије Стојаковић, је послат авионом у Мађарску са поруком за регента Хортија:
Југославија ће бити уништена, јер је управо јавно одбацила политику разумевања са Осовином. Већи део немачких оружаних снага мора да прође кроз Мађарску али главни напад неће бити начињен кроз мађарски сектор. Овде мађарска војска треба да интервенише, а заузврат за своју сарадњу, Мађарска ће моћи да реокупира све оне бивше територије које је у једном тренутку била приморана да препусти Југославији. Питање је хитно. Захтева се тренутни и афирмативни одговор.
Телеки је потписао „Споразум о вечном пријатељству“ који је подразумевао неагресију са Југославијом 12. децембра 1940, само пет месеци раније, и не би пристао да помогне у инвазији. Телекијева влада је одлучила да заузме средњи курс, да остане изван немачко-југословенског сукоба уколико мађарска мањина не буде у опасности, или уколико Југославија пропадне. Телеки је пренео став своје владе Лондону, тражећи разумевање за тежак положај Мађарске.
Дана 3. априла 1941, Телеки је примио телеграм од мађарског посланика у Лондону у коме пише да је британски министар спољних послова Ентони Идн запретио прекидом дипломатских односа са Мађарском ако Мађарска не пружи активан отпор проласку немачких трупа кроз своју територију, и објавом рата Мађарској ако Мађарска нападне Југославију.
Телекијева трајна жеља је да одржи Мађарску несврстаном, али он није могао да игнорише доминантан утицај Нацистичке Немачке. Сада се сусрео са избором између два лоша решења. Могао је да настави са опирањем немачким захтевима да помогне у инвазији на Југославију, мада је знао да би ово вероватно довело до тога да након што Немачка освоји Југославију, окрене своју пажњу ка Мађарској и да се понови сценарио који се већ десио Аустрији, Чехословачкој и Пољској. Или је могао да допусти немачким трупама да прођу кроз Мађарску, што би значило издају Југославије и довело би до тога да Савезници објаве рат Мађарској.
Хорти, који је до тада пружао отпор немачком притиску, је прихватио захтеве Немачке. Телеки се састао са кабинетом то вече. Пожалио се да му је Регент „тридесет и четири пута рекао да никада неће ући у рат за стране интересе, а сада је променио мишљење“.
Пре него што је Телеки стигао да осмисли решење из ове ситуације, одлуку је уместо њега донео генерал Хенрик Верт, начелник мађарског генералштаба. Без одобрења владе, Верт, који је био немачког порекла, је приватно договорио са немачком високом командом пролазак немачких трупа кроз Мађарску. Телеки је одбацио Вертову акцију као издају.

### Улазак немачких снага у Мађарску, самоубиство
Убрзо након 21.00, Пал Телеки је напустио канцеларију Министарства спољних послова и отишао у свој стан у палати Шандор. Око поноћи је примио позив у коме се сматра да је обавештен да је немачка војска управо ушла у Мађарску. Телеки је извршио самоубиство пиштољем током ноћи 3. априла 1941. и нађен је следећег јутра. Порука коју је оставио пред смрт између осталог садржи:
Прекршили смо своју реч, – из кукавичлука […] Нација то осећа, и одбацили смо своју част. Стали смо на страну ниткова […] Постаћемо пљачкаши гробова! Нација ђубрета. Нисам вас зауставио. Крив сам.
Винстон Черчил је касније написао: „Његово самоубиство је представљало жртвовање како би окајао себе и свој народ од кривице због немачког напада на Југославију“. 6. априла 1941, Немачка је започела операцију Одмазда, бомбардовање Београда. Неки историчари сматрају Телекијево самоубиство чином патриотизма. Британија је убрзо потом прекинула дипломатске односе са Мађарском али јој није објавила рат до децембра исте године.
У складу са његовој привржености извиђачком покрету и Мађарској, Телеки је сахрањен у Геделеу, код Краљевске палате.